# Kitsune

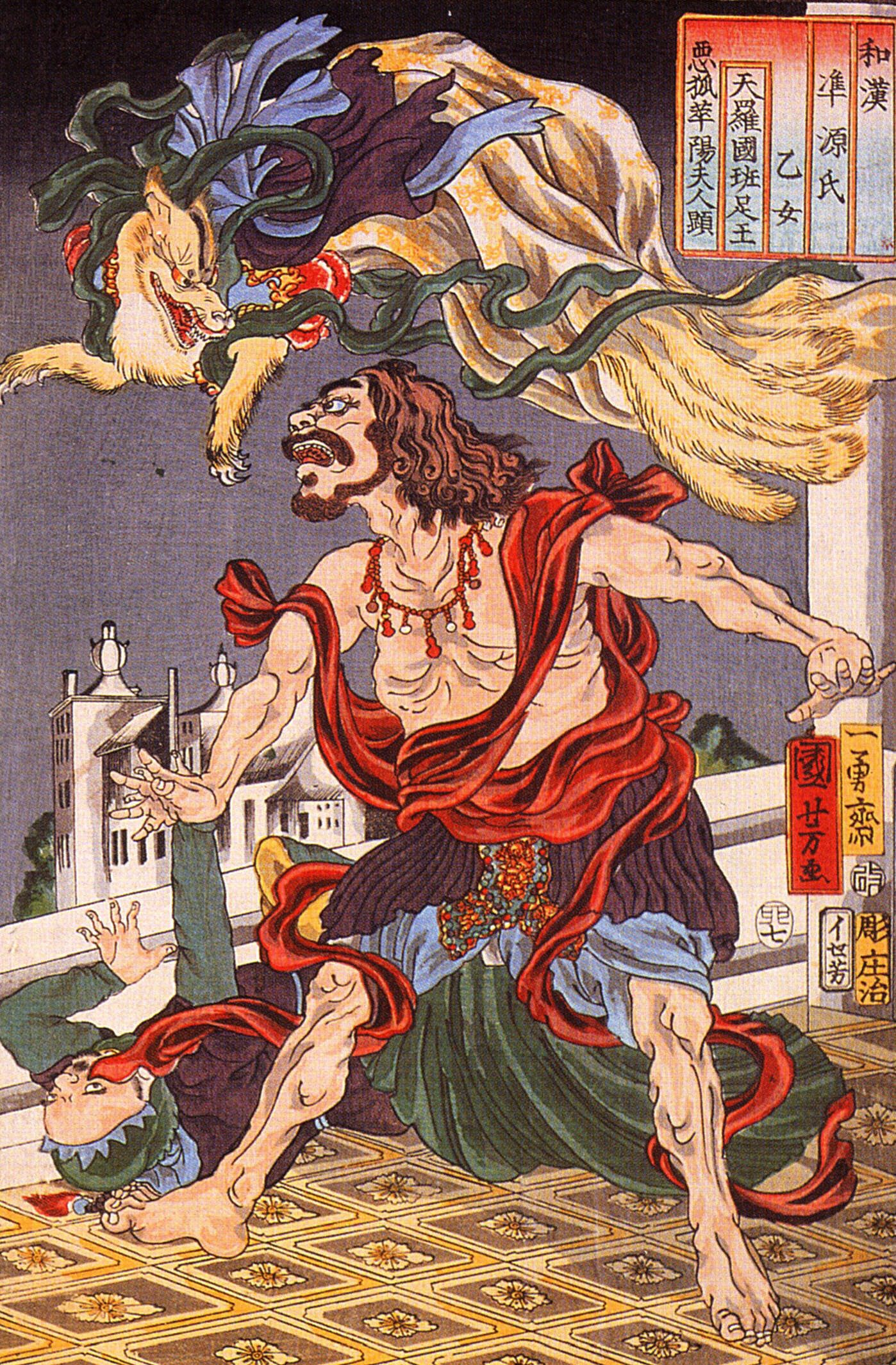
Hoàng tử Hanzoku bị một con cáo chín đuôi (cửu vĩ hồ, kyūbi no kitsune) làm khiếp sợ. Tranh in của Utagawa Kuniyoshi, thời kỳ Edo, thế kỷ 19.

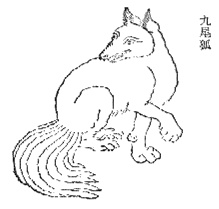
Một con cửu vĩ hồ, từ bản in đời nhà Thanh của cuốn cổ kinh Sơn Hải Kinh

Trong văn hóa dân gian Nhật Bản, Kitsune (狐, キツネ (hồ) IPA: [kitsu͍ne] ⓘ) là những con cáo hay hồ ly tinh có năng lực siêu nhiên. Loài cáo là một chủ đề phổ biến của văn hoá dân gian Nhật Bản. Trong tiếng Anh, kitsune là từ dùng để chỉ chúng trong ngữ cảnh này. Những câu chuyện miêu tả chúng như những sinh vật vừa thông minh vừa có những ma lực ám ảnh tăng dần theo độ tuổi và trí tuệ của chúng. Theo văn hóa dân gian Yōkai, tất cả các con cáo đều có năng lực biến hóa thành hình dạng con người. Trong khi một số câu chuyện dân gian kể rằng kitsune sử dụng năng lực của chúng để lừa người – như những con cáo trong văn hóa dân gian vẫn thường làm – thì những câu chuyện khác lại miêu tả chúng như là những vệ sĩ trung thành, người bạn, người tình và người vợ.
Cáo và loài người đã sống cùng nhau trong thời tiền sử ở Nhật Bản; sự đồng hành đã làm nảy sinh những truyền thuyết về các sinh vật này. Kitsune có liên hệ mật thiết với Inari, một kami hoặc thần linh trong Thần đạo, và phụng sự như là những sứ giả của vị thần. Vai trò này đã làm tăng ý nghĩa siêu nhiên của loài cáo. Một con kitsune có càng nhiều đuôi – chúng có thể có đến chín cái đuôi – thì nó càng già, càng thông thái, và càng mạnh. Bởi vì tiềm lực và sự ảnh hưởng của chúng, một số người còn cúng tế cho chúng như những vị thần. Ngược lại, những con cáo cũng thường được coi như là những "loài vật phù thủy", đặc biệt trong là thời kỳ Edo (1603–1867) đầy mê tín, và là những con yêu tinh lọc lừa (tương tự như với lửng và mèo).